# Sphingonotus personatus
Sphingonotus personatus is een rechtvleugelig insect uit de familie veldsprinkhanen (Acrididae). De wetenschappelijke naam van deze soort is voor het eerst geldig gepubliceerd in 1926 door Zanon.
1. ↑  (en) Sphingonotus personatus op de IUCN Red List of Threatened Species.